# جوكتشا (مطربة)
جوكتشا دنتشر (بالتركية: Gökçe Dinçer)‏ مغنية وكاتبة أغاني وملحنة تركية. (ولدت في 9 سبتمبر 1979)، عرفت باسم جوكتشا في الأوساط الفنية، بدأت بتعلم العزف على البيانو، واللعب على الطبول أثناء دراستها الابتدائية. وتخرجت كمخرجة للفنون من كلية الفنون الجميلة بجامعة يدي تبه. وبعد عملها لمدة عامين في شركة إعلانات، قررت الاستمرار كموسيقية في حياتها بعد ذلك. وقد دخلت في فرقة مكونة من 3 أشخاص، وبدأت باللعب على الطبول. ولم تكمل سنتين حتى بدأت تقدم الحفلات في مدن المختلفة.
وأصدرت جوكتشا ألبومين لها، أولهما كان في عام 2007 وهو بوغرتلينى ريتشل، والألبوم الثاني هو خمسة سنت في عام 2009. قامت من خلال هذه الالبومات بعمل ضربة كبيرة في تركيا من خلال هذه الأغاني (اتصلت بي)، (يااه أدركت)، (5 سنت)، (فهمت). وفي يوليو 2011 تصدر ألبومها الألبوم الأول  في قائمة الألبومات التركية وذلك بأغنية (رمى التوتو)، وهذه الأغنية مقتبسة من أغنية توتى فروتى تا كلاس. والذي حقق كل هذا النجاح كانت أغنية روك وحيدة. قامت جوكتشا في ذلك الوقت بكسر الرقم القياسي  لأكثر مطربة تركية تخطت كليباتها المشاهدة على صفحات اليوتيوب في نفس الوقت.
وفي يناير 2010 أصدرت ألبومها الثالث والذي عرف باسم (اختيار الصبار). وقد كان أول فيديو كليب قامت بتصويره لهذا الألبوم كان لأغنية (ماذا فعلت؟). واخيرا (اوه، وأنت) والتي كانت الأغنية الأفضل والأشهر بالألبوم.
وكانت جوتشكا قد تخطت الأرقام القياسية كأفضل مطربة امرأة تخطت كليباتها المشاهدة على اليوتيوب وذلك من خلال ألبوم (رمى التوتو ). وفي 2012 أختيرت كأفضل فنانة امرأة حققت الاختراق في الفن، وذلك من خلال جوائز الفراشة الذهبية. وحصلت على جائزة (فنانة البوب للعام) وذلك في حفل الجوائز الأول الذي نظم في أذربيجان في 2012.
ومرة أخرى في عام 2012 كانت الوجه الاعلامي لبينار كيدو. وقد أقامت عقب مسابقة الإعلانات أغنية قومت عملت على قلب موازين الأغاني وكانت من ألبوم (رمى التوتو ).
وبعد ذلك ظهرت مرة أخرى في التلفزيون في عام 2014، وذلك من خلال الفيديو كليب الذي صور لأغنية (أخرج من حياتي)، وهذه الأغنية مقتبسة من أغنية تجهكى تجهكى موسيقى فيلم تصويريه تعود إلى بيتا بالايا من ألبوم ماتروشكا.

## حياتها وعملها

### 1979-2007 الفترة الأولى، وبداية حياتها المهنية
ولدت جوكتشا في إسطنبول، لأب موسيقي وفنان. وقد بدأت حياتها الموسيقية وذلك من خلال دروس البيانو التي كانت تحصل عليها من خلال دراستها الابتدائية، وقد أعطاها الكثير من مدرسي الموسيقى على أنها ستصبح موسيقية مشهورة وناجحة في المستقبل. وبعد ذلك حصلت على دروس الموسيقى الخاصة من أرجكان سيدام رئيس قسم البيانو بالمعهد الموسيقى.
وعندما ابتدت بالمرحلة الإعدادية فقد بدأت جوكتشا بالاهتمام بدروس الجيتار، وقد بدأ والدها بتعلميها دروس الجيتار. وفي سنواتها الأخيرة في الثانوية، بدأت بكتابة الأغاني، وبعدها عملت على تلحين هذه الأغاني. وبسبب عمل والدها كموسيقي، فقد وجدت جوكتشا الفرصة للحصول على دروس المسرح، وحضور الكواليس وذلك في فترات الأجازة، وبجانب الموسيقى فقد حصلت على دروس التمثيل لمدة عامين، وذلك من خلال ذهابها إلى مدرسة المسرح الخاصة بشاهيكا تيكناد.
والتحقت بعدها جوكتشا بقسم الفنون بكلية الفنون الجميلة بجامعة يدي تبه، ومن ناحية أخرى فقد بدأت بالغناء بالمجموعات الموسيقية المقامة والتي انضمت إليها أثناء دراستها. وبعد أن تخرجت بعامين من الجامعة فقد بدأت بالعمل كمخرجة فنية في شركة إعلانات. وخلال هذه الفترة فقد بدأت بعمل الحفلات الفنية بمجموعة فنية من الفتيات التي كونتها جوكتشا، وقد قامت بالغناء وعمل الحفلات معهم في الكثير من الأماكن. وفي نفس الفترة اتخذت القرار بشكل كامل بالاستمرار بالعمل الموسيقي، وتركت الاخراج الفني في شركة الإعلانات. وقد بدأت باللعب على الطبول في فرقة مكونة من 3 سيدات.
وعندما بلغت عمر العشرون بدأت بتلحين الأغاني، واتخذت قرار بتجميع كل هذه الأغاني التي لحنتها وكتابتها في ألبوم واحد، وبدأت أولى أعمالها في الاستديو التابع لألين كوناك أوغلو الذي تولت جوكتشا إدارته. وفي عام 2007 تعرفت جوكتشا على بورا ياتير، وفي نفس الفترة قامت بالاتفاق مع شركة بساج للموسيقى التي عرفتها من خلال بورا ياتير، وبدأت بالعمل على إصدار ألبومها الأول.

### 2007-2011 بوغورتلنى ريتشل، لا يوجد 5 سنت
كان أول ألبوم صدر لجوكتشا هو بوغورتلنى ريتشل، وبتأثير الموسيقى فقد بدأت بالغناء به على المسرح في يونيو 2007. وقد قامت جوكتشا بكتابة 7 أغاني من هذا الألبوم، أما الموسيقى فتعود كلها إلى جوكتشا. وبصرف النظر عن هذا فقد وضعت في الألبوم لحنين لفيردا أورشون، ولحن لألين كوناك أوغلو.
واختارت أغنية (دعوتك) لتكون الأغنية التي ستقوم بتصويرها كفيديو كليب، وقامت بإخراجها. أما الأغنية الثانية فقد كانت (لقد أدركت) وكانت كلماتها وموسيقى لفيردا أورشون.
وبهذا النجاح الذي حققته جوكتشا حصلت على العديد من جوائز الموسيقى الفيديو بتلفزيون كرال عقب هذه النجاحات المتكررة التي حققتها، ورشحت للحصول على جائزة (أكثر الفنانات اختراقا لهذا العام)، وذلك من خلال جوائز موسيقى باور تورك. وقد كانت من الأغاني المنفردة الأخرى (بورغرولتو ريتشل)، (كل ليلة)، (أحبك، اشتاق إليك).
وفي عام 2009 قامت بإصدار ألبومها الثاني، وبدأت بالغناء به على المسرح وهو ألبوم (خمسة سنت). وكان هذا الألبوم هو أكثر تشاؤما من الألبوم الأول. حيث قامت فيه جوكتشا بعكس كل مشاعرها الحزينة، وآلامها إلى المستمعين من خلال هذا الألبوم. وكان هذا الألبوم مكون من 9 أغاني، كان من ضمنهم 8 أغاني تعود لجوكتشا. وقدمت في هذا الألبوم 3 أغاني مشتركة مع كل من هايكو جبكين، اسين أيريس، سيردار براتشن.
وبجانب هذا وضعت غلاف الألبوم من خلال أغنية (فهمت) والتي غناها ليمان سام. وكانت من أشهر وأنجح الأغاني في هذا الألبوم، هي أغنية راب التي قدمتها مع أسين أيريس من خلال ألبوم 5 سنت. أما المقاطع الأخرى في الألبوم كانت أفضلهم أغنية (فهمت)، (الحياة) التي قدمتها مع سيردار براتشن.

### 2011-إلى الآن، رمى التوتو، وزهرة الكوكتس
قامت جوكتشا في يونيو 2011 بإصدار ألبوم (رمى التوتو) والذي قام بإنتاج هذا الألبوم ألين كوناك أوغلو، وقد حقق هذا الألبوم مبيعات كبيرة للغاية في السوق الرقمية. وقد استخدمت العديد من الألحان بهذا الالبوم، واستخدمت العمل الشهير بالبلقان. وقد لحنت جوكتشا الجزء الآخر من الألبوم. وقد قامت بالاشتراك مع أيسن أيريس بكتابة كلمات هذا الألبوم.
وبعدها قامت بعرض فيديو الأغنية في 12 مارس 2012، وذلك من خلال الدويتو (أنيق) الذي قدمته كأغنية مشتركة مع مصطفى صندال، جولبان أيرجن في اليوتيوب، وقد حقق هذا الفيديو مبيعات وصلت ل 13.000.000. وبعد ذلك كانت أول مرة لفيديو تركي أن يحقق هذه المبيعات التي تصل إلى حدود من 13-18 مليون.
وفي 22 أكتوبر 2012 حصلت أغنية (افعل الخير) لمراد دالكتش على 18.355.561  وتخطى بهذه الأغنية مبيعات أغنية جوكتشا. وقد كانت هيلين هي أكثر امرأة موسيقية تركية حققت مبيعات من خلال كليباتها في اليوتيوب.
وقد اختيرت جوكتشا كأنجح مطربة للعام، وذلك في حفل توزيع الجوائز الناجحين في العام من خلال جوائز أيتو أيموس، وذلك عن ألبوم رمى التوتو.
وفي 1 فبراير 2012 أصدرت ألبوم زهرة الكوكتس، وهذا الألبوم تلى ألبوم رمى التوتو. وقد استخدمت في هذا الألبوم الموسيقى التركية، وجعلت الأغنية (أنا أغار منكم) هي غلاف الألبوم. وبالإضافة إلى ذلك، كتبت جوكتشا كلمات التركية لأغنية (مرسيدس بينز) لملكة جمال بلاتنيوم، وقد أفسحت المجال أيضا لأغنية (إلى من؟). والذي قام بإنتاج هذا الألبوم هو ألين كوناك أوغلو، وتصدرت أغنية (ماذا فعلت؟) مبيعات الألبوم. وقد عمل بوراك ارتاش على وضع صور الألبوم مع إنتاج الكليب.
وبعد هذا الصدور في 2012 حصلت على أفضل مطربة منفردة من خلال جوائز الفراشة الذهبية. وقد حصلت كل من أغاني (رمى التوتو)، (ماذا فعلت؟) على أكبر تصويت في الحفل. ولكن قالت جوكتشا بعد عملها مطربة لمدة 4 سنوات، وبعد حصولها على جائزة (ان هذه الجائزة تمثل لي فخرا كبيرا وذلك في عام 2011، ولسيت جائزة قناة فقط). وانها في الاساس ترفض الخروج بهذا الألبوم منذ العام الماضي.
وقد أعطاها قراء الحرية لقب أفضل فنانة في عام 2011 ، وقدمت لهم الأمتنان والشكر. وفي نفس العام فقد حصلت على جائزة أكثر مطربة محبوبة عن ألبوم رمى التوتو في 23 أبريل وذلك من خلال جوائز أصلان ماكس.
وفي 15 أغسطس 2012 أصدرت ألبومها الثالث (اوه اولسون)، وقد قامت بإنتاج هذا الألبوم على نفقتها الخاصة. وفي هذه الاحيان فقد كانت جوكتشا هي الوجه الاعلامي لماركة بينار كيدو. وقد استخدم أغنية (رمى توتو) في إعلان أحد الأفلام. وقد قدمت الأغنية أيضا وذلك في مسابقة كيدو.كوم. وقد تخطت حدود الدولة وذلك عن طريق نجاح ألبوم وردة كاكوتس لجوكتشا.
وقد اختيرت بعدها كمطربة العام في حفل الجوائز في عام 2012 التي نظمتها في مدينة باكو لأذربيجان. وفيما يتعلق بذلك (فقد كانت المرة الأولى التي تحصل فيها تركية على هذه الجائزة، وان أذربيجان هي دولة شقيقة، وقالت انها سعيدة للغاية. وفي عام 2012 رشحت لجائزة أفضل مطربة امرأة موسيقية من خلال جوائز ألى ستايل.

## أعمالها
-بوغرولتى ريتشل (2007)
-لا يوجد خمسة سنت (2009)
-رمى التوتو (2011)
-زهرة الكاكتوس (2012)
-ماتريوشكا (2014)

## الجوائز والترشحيات للجوائز
| العام | المرشح     | المنظمات المقدمة للجوائز           | الجائزة                     | النتيجة |
| ----- | ---------- | ---------------------------------- | --------------------------- | ------- |
| 2008  | جوكتشا     | جوائز باورتورك للموسيقى            | جائزة أفضل مطربة صاعدة      | ترشيح   |
| 2008  | جوكتشا     | جوائز موسيقى الفيديو بتلفزيون كرال | جائزة أفضل مطربة صاعدة      | ترشيح   |
| 2008  | جوكتشا     | جوائز الفراشة الذهبية              | جائزة أفضل مطربة سولو صاعدة | حصلت    |
| 2012  | رمى التوتو | نجاحات العام لاميوس اتيو           | أفضل مطربة ناجحة            | حصلت    |
| 2012  | رمى التوتو | جوائز اصلان ماكس ب 23 أبريل        | أفضل مطربة ناجحة بالعام     | حصلت    |
| 2012  | جوكتشا     | جوائز الموسيقى لراديو بوغازتشى     | أفضل مطربة روك              | حصلت    |
| 2012  | جوكتشا     | جوائز البوب الحقيقية               | أفضل مطربة روك              | رشحت    |
| 2012  | جوكتشا     | الأول 2012                         | مطربة العام للبوب           | حصلت    |
| 2012  | جوكتشا     | جوائز إلى ستايل                    | نمة/مطربة الموسيقى          | لم يتضح |

وجائزة الأول 2012 فهي حفل للجوائز منظم في أذربيجان 

## القوائم
| الألبوم       | الأغنية    | تركيا | تركيا روك |
| ------------- | ---------- | ----- | --------- |
| لا يوجد 5 سنت | خمس سنت    | 17    | 3         |
| لا يوجد 5 سنت | الحياة     | -     | -         |
| رمى التوتو    | رمى التوتو | 1     | 1         |

## الروابط الخارجية
- جوكتشا على موقع ميوزك برينز (الإنجليزية)
- جوكتشا على موقع ديسكوغز (الإنجليزية)

- Gökçe